# 눅색 (워싱턴주)
눅색(Nooksack)은 미국 워싱턴주 왓컴 군의 도시이다. 인구는 2013년 기준 1,422명으로 왓컴 군의 도시 중에는 수마스 다음으로 적은 수치이다. 캐스케이드산맥이 동쪽에 위치하며 에버슨과 접해 있다. 1912년 12월 6일에 설립되었다.

## 역사
눅색은 1912년 12월 6일 설립되었으며 처음 수년 간 큰 성장이 있었다. 국가철도망과 연결된 철도국이 있었다. 그러나 20세기 초 심각한 화재가 일면서 성장 대부분이 멈춰섰다.

## 인구
| 인구조사              | 인구  | Note  | %±    |
| --------------------- | ----- | ----- | ----- |
| 1920년                | 283   |       | —     |
| 1930년                | 293   |       | 3.5%  |
| 1940년                | 302   |       | 3.1%  |
| 1950년                | 323   |       | 7.0%  |
| 1960년                | 318   |       | −1.5% |
| 1970년                | 322   |       | 1.3%  |
| 1980년                | 429   |       | 33.2% |
| 1990년                | 584   |       | 36.1% |
| 2000년                | 851   |       | 45.7% |
| 2010년                | 1,338 |       | 57.2% |
| 2019 (추산)           | 1,631 | [ 1 ] | 21.9% |
| U.S. Decennial Census |       |       |       |